# Turmkran

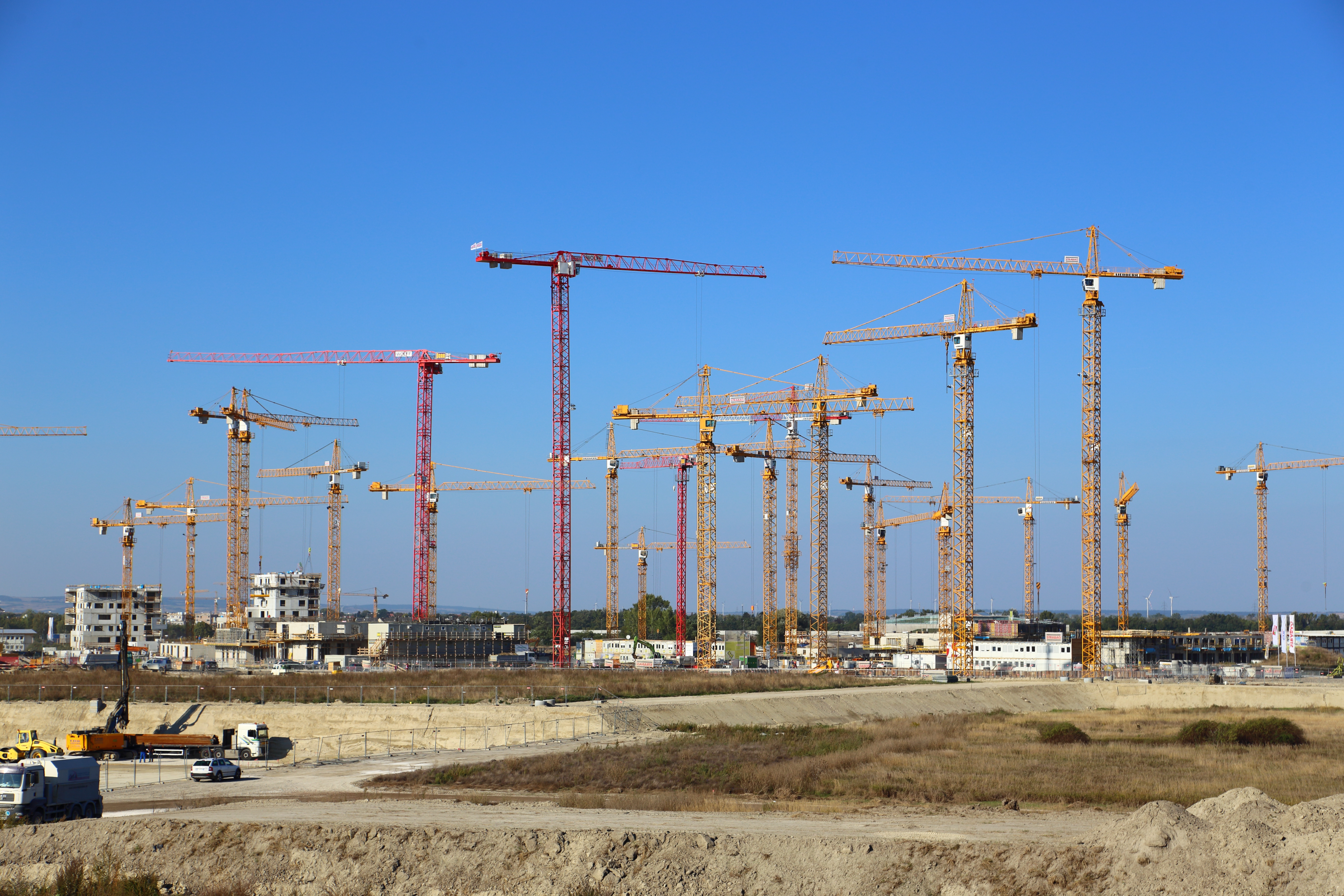
Turmkräne bei der Errichtung der Seestadt Aspern

Ein Turmkran ist eine Hebemaschine (Kran) zum vertikalen Heben von Lasten, die meist mittels einer Laufkatze auch horizontal verfahren werden können. Ein Turmdrehkran, kurz TDK, kann seinen Ausleger zusätzlich mithilfe eines Drehkranzes seitlich verschwenken und die Last somit in allen drei Dimensionen verfahren. Tragwerk und Ausleger des Krans werden häufig als Fachwerkträger ausgeführt.
Turmdrehkräne werden insbesondere auf Baustellen im Hoch- und Tiefbau eingesetzt. Unterschieden werden unten- und obendrehende Turmdrehkräne mit Katz- und mit Nadelausleger.

## Geschichte

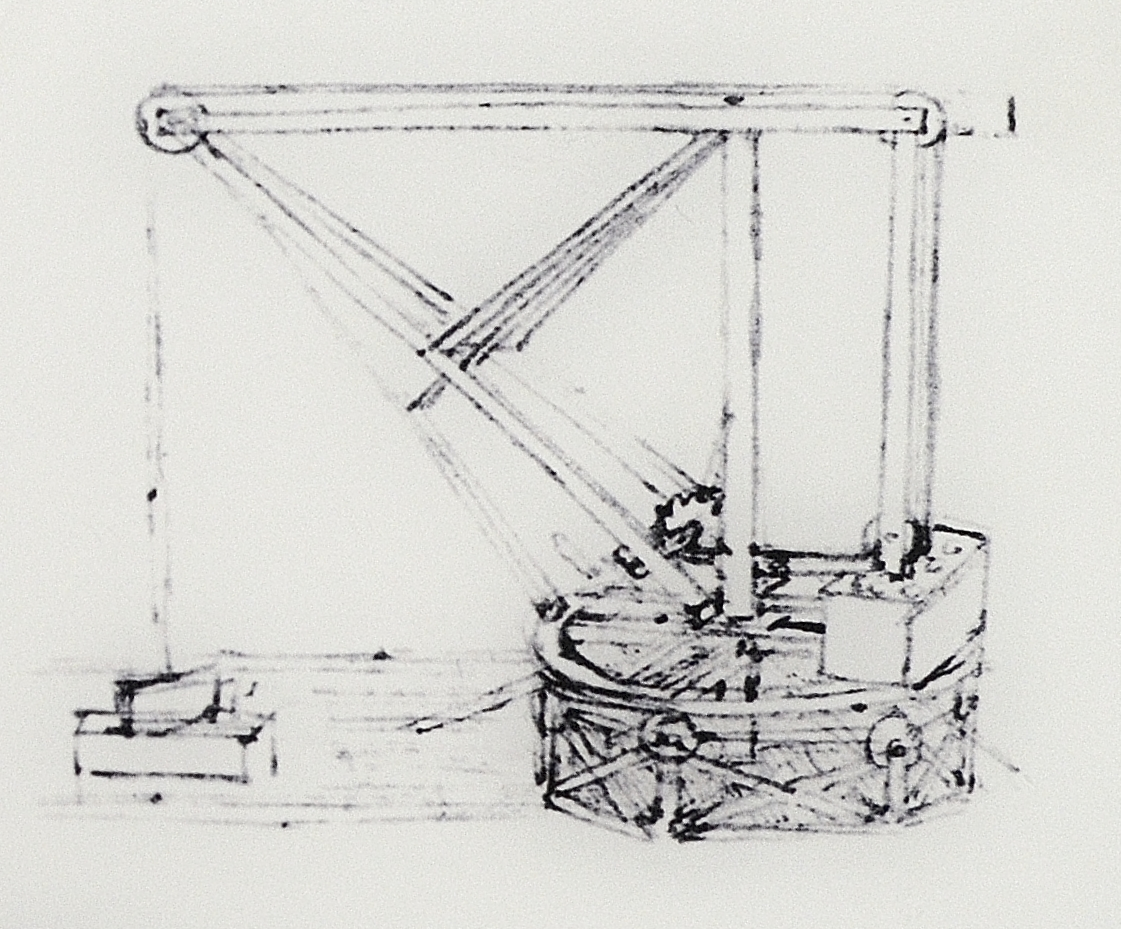
Zeichnung von Leonardo da Vinci

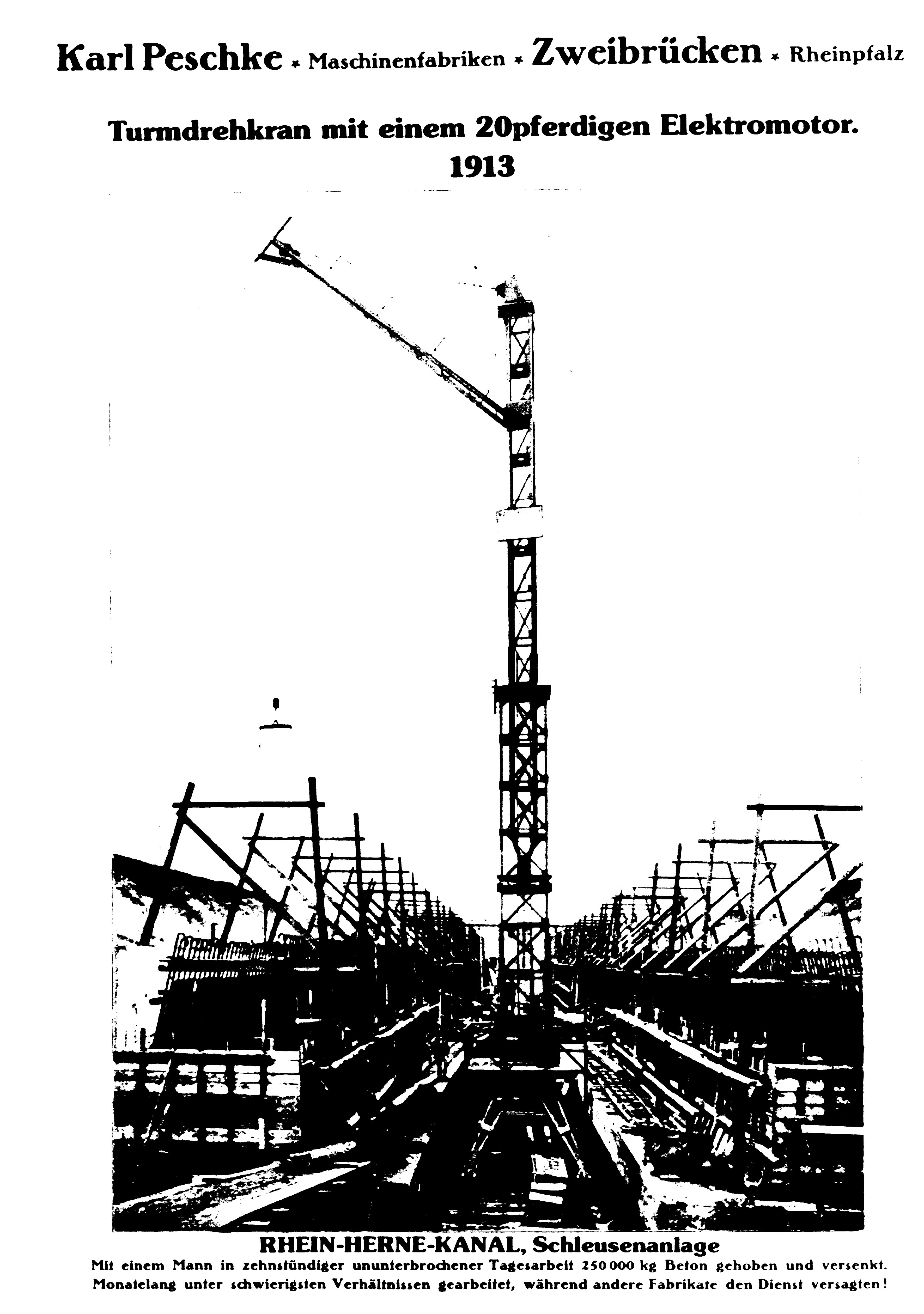
Karl Peschke Kran von 1913, einer der ersten untendrehenden Turmdrehkrane

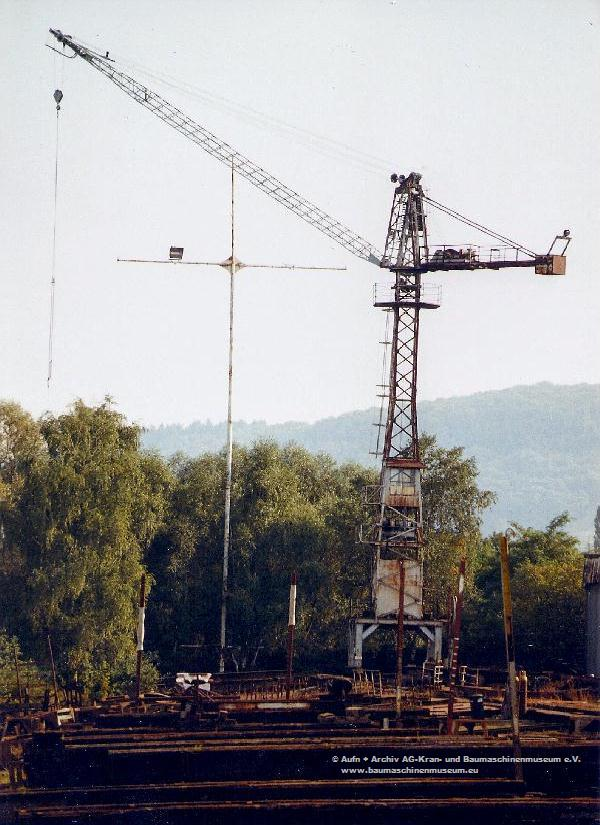
Wolff Form 45 EW, einer der ersten obendrehenden Turmkrane

Erste Turmkrankonstruktionen wurden um 1910 entwickelt. Zu den Herstellern der ersten Stunde zählen Unternehmen wie Heinrich Rieche aus Kassel und Karl Peschke (Pekazett) aus Zweibrücken (heute KSD Kransysteme GmbH). Es folgten das Unternehmen Kaiser & Schlaudecker (später Otto Kaiser KG Maschinenfabrik) aus St. Ingbert im Jahr 1912 mit einer wegweisenden und früher weit verbreiteten Entwicklung im Bereich der Hochbaukrane und ab 1913 auch das Heilbronner Unternehmen Julius Wolff (später Wolffkran) mit seinem ersten obendrehenden Baukran in „Glockenauslegerbauweise“. Alle Krankonstruktionen der vorgenannten Hersteller hatten noch ein sogenanntes Kranportal als gleisgebundenen Unterbau.
Nach dem Zweiten Weltkrieg kamen selbstaufstellende und schnell umsetzbare Turmkräne auf den Markt. So entwickelte beispielsweise der Kirchdorfer Baumeister Hans Liebherr, Gründer des gleichnamigen Baumaschinenherstellers, im Jahr 1949 einen schnell zu transportierenden und montierenden Turmdrehkran. Auch andere Hersteller widmeten sich in dieser Zeit der Fertigung von Turmkranen und versuchten die ständig steigende Nachfrage zu decken. Durch das Aufkommen des Kletterkrans in den 1960er Jahren wurden die Einsatzmöglichkeiten von Turmkränen noch erweitert. Später kamen die Funkfernsteuerung und elektronisch programmierbare Kransteuersysteme hinzu.

## Untendrehender Turmkran

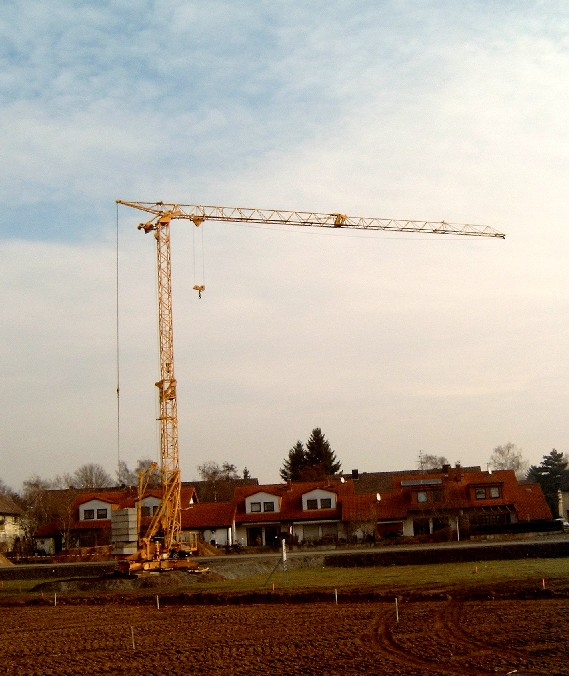
Untendrehender Turmkran

Untendrehende Turmdrehkrane (Untendreher) bestehen aus einem Unterwagen mit Drehkranz, auf dem der Kranturm drehbar befestigt ist. Der Ausleger ist fest mit dem Kranturm verbunden und meist über Turmspitze und sehr kurzen Gegenausleger bis zum Gegengewicht über Zugseile abgespannt. Das erforderliche Gegengewicht (Ballast) ist seitlich an der Basis des Kranturms angesetzt und dreht sich mit diesem. Eine seitliche Bewegung des Auslegers ist nur über eine Drehung des gesamten Kranturms möglich. Das Gegengewicht dreht sich in der Regel innerhalb der Aufstellfläche der Abstützungen des Unterwagens. Ein Kran, der unmittelbar mit einer Bodenplatte verschraubt oder in dieser einbetoniert ist, benötigt keine besondere Aufstellfläche. In diesem Fall muss für das ausschwenkende Gegengewicht des untendrehenden Krans eine im Vergleich zu Obendrehern größere Fläche freigehalten werden.
Der weltgrößte Turmdrehkran Kroll K-10000 ist ein Untendreher mit einem hohen Lastmoment von 10.000 Meter mal Tonne, das heißt, er kann eine Traglast von 120 Tonnen am Ausleger in einer Entfernung von 82 Metern zum Kranturm anheben. Sein Ballastgewicht befindet sich wie bei einem Obendreher am Ende des Gegenauslegers.
Die Anschaffungs- und Vorhaltekosten untendrehender Turmkrane sind geringer als bei Obendrehern. Auch Auf- und Abbau gestalten sich einfacher. Sie werden häufig auch als Schnellmontagekrane angeboten. Diese werden vormontiert auf die Baustelle gebracht, auf tragfähigen Boden gesetzt und innerhalb weniger Minuten automatisch aufgerichtet. Untendreher werden vor allem auf kleinen und mittleren Baustellen eingesetzt.
Bei größeren Turmhöhen und Lastmomenten ergeben sich beim Untendrehersystem Nachteile, da der steigende Platzbedarf durch längere Ausleger am Boden schnell zu Problemen führt, während die Ausleger beim Obendrehsystem am oberen Ende des Krans in der Regel wenig stören. Falls untendrehende Turmdrehkrane auf Fahrzeuge montiert werden, werden diese als Mobilbaukrane bezeichnet.

## Obendrehender Turmkran

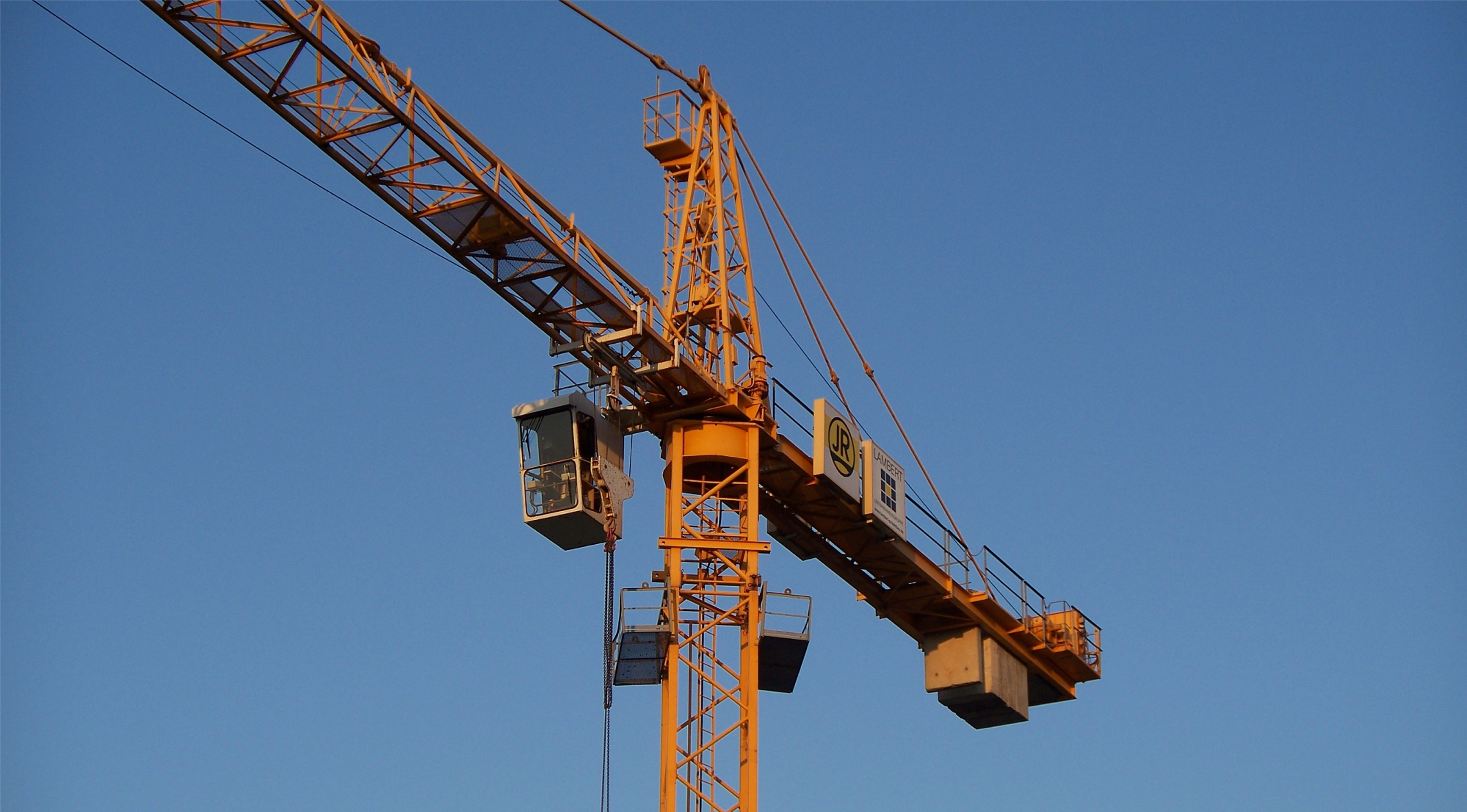
Obendrehender Turmkran

Der Kranturm obendrehender Turmdrehkrane (Obendreher) ist fest auf dem Turm- oder Fundamentkreuz montiert, auf dem auch der Zentralballast liegt. Alternativ kann der Turm mit einer Fundamentplatte verbunden werden, etwa über einbetonierte Fundamentanker.
Bis zu einer hersteller- und typabhängigen Turmhöhe können diese Krane auch schienenfahrbar auf entsprechenden Unterwagen montiert werden.
Das Drehwerk befindet sich am oberen Ende des Kranturms. Bei Drehbewegungen werden nur der Ausleger und der ihm gegenüberliegende Gegenausleger bewegt, die an der Kranspitze abgespannt werden können. Der Gegenausleger wird mit Ballast beschwert, so dass bei halber Belastung des Auslegers im Drehwerk kein Kippmoment auftritt.
Hat ein Obendreher eine Kabine weit oben am Kran, so ist diese mit dem Ausleger verbunden, um mit diesem mitzudrehen. Für gute Sicht auf Haken, Laufkatze und Last liegt sie etwas unter der Unterkante des Auslegers und in Bezug auf die Blickrichtung des Kranführers seitlich des Turms.
Insbesondere bei größeren Turmhöhen und Lasten wirkt sich vorteilhaft aus, dass der Drehkranz von obendrehenden Kranen geringer belastet wird, da
- das Gewicht des Kranturms nicht auf ihm lastet und
- das durch Traglast und Wind bewirkte Biegemoment sich aufgrund des kürzeren Hebelarms reduziert.

Weitere Vorteile des Obendrehers sind platzsparend und sicherheitsfördernd an seiner Aufstellbasis, da der Gegenballast nicht hier, sondern an der Turmspitze ausschwenkt.
Obendreher eignen sich zur Unterbringung des Turms mitten im Gebäude, also z. B. in einem künftigen Treppenhaus oder Aufzugschacht.
Obendreher werden auch als Kletterkrane ausgeführt, die durch Klettervorrichtungen (und eigenem Seilzug) in der Lage sind, ihren Turm durch Einbau zusätzlicher Turmschüsse ohne Mithilfe eines anderen Krans zu verlängern oder auch wieder zu verkürzen.

## Katzausleger

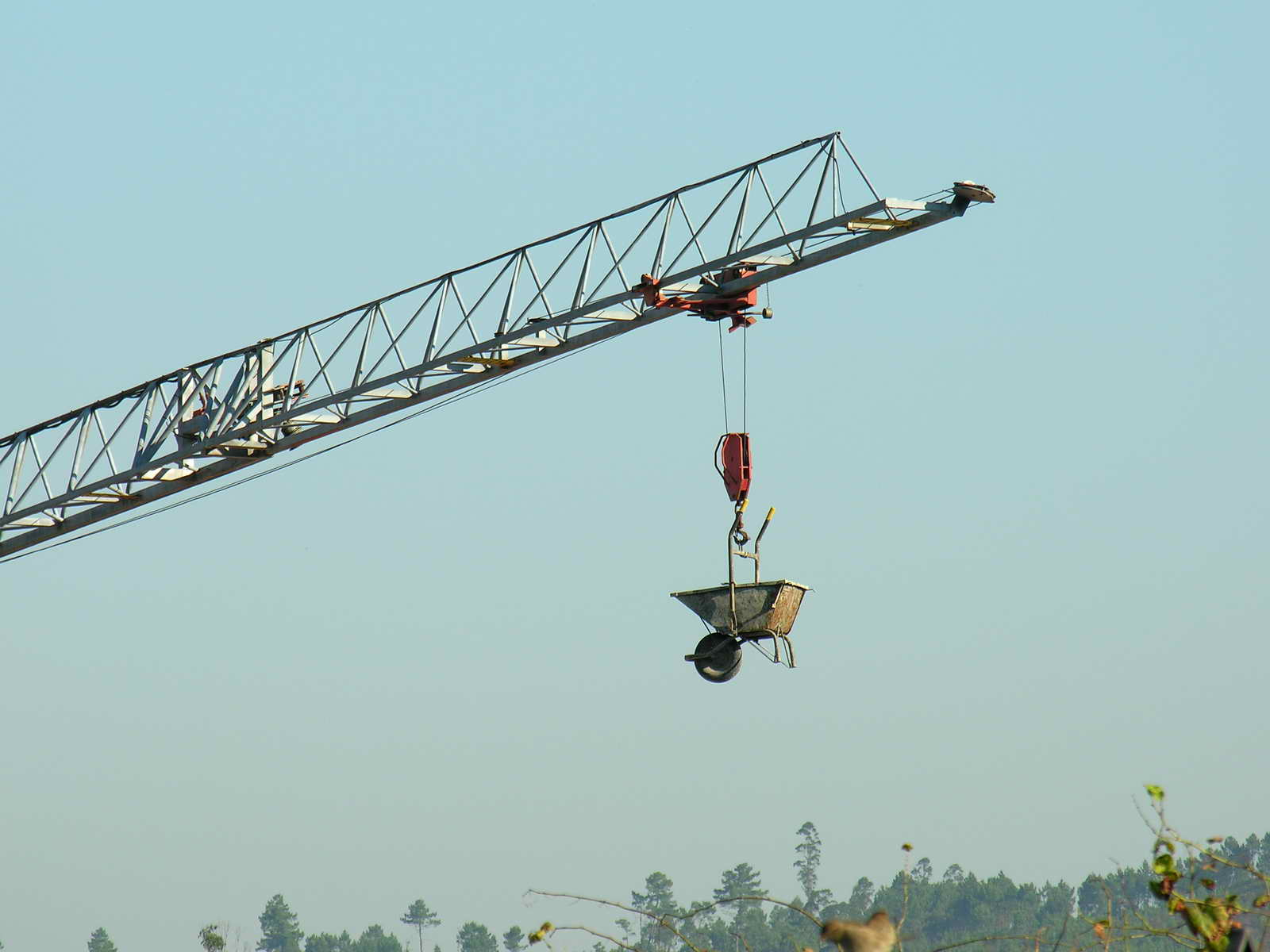
Ausleger mit Laufkatze

Die meisten im mitteleuropäischen Raum eingesetzten Turmdrehkrane sind Krane mit Laufkatzausleger. Ein Laufkatzausleger ist waagerecht am Kranturm angebracht und kann meist in der Höhe nicht verändert werden (bis auf manche Untendreher, die auch mit steilerer Auslegerneigung aufgebaut werden können). Der Lastentransport erfolgt mit Hilfe einer Laufkatze, die sich entlang des Auslegers bewegen kann und das Hubseil mit sich führt.

### Biegebalkenausleger
Eine Sonderform des Laufkatzauslegers ist der sogenannte Biegebalkenausleger, der bei spitzenlosen, sogenannten Topless-Kranen verbaut wird. Der biegesteif mit dem Gegenausleger verbundene Ausleger benötigt keine Abspannung über eine Turmspitze, so dass er insgesamt weniger Höhe einnimmt. Bei diesem Krantyp ist die Lastgrenze allerdings eher erreicht als bei Kranen mit Turmspitze.
Die Biegebalkenauslegerkonstruktion ist eine der ältesten Auslegerbauarten. Bereits im Jahr 1912 wurde eine der ersten Krankonstruktionen mit einem Biegebalkenausleger ausgeführt. Hans Liebherr, Gründer des gleichnamigen Baumaschinenkonzerns, griff im Jahre 1949 diese Auslegerbauform ebenfalls für seine ersten Kranentwicklungen auf.

### Teleskopausleger
Eine andere Variante ist der Teleskopausleger, bei dem der Ausleger in zwei Teile unterteilt ist, die entweder untereinander oder ineinander geschoben werden können. Das ist vor allem beim Vorbeischwenken an Hindernissen von Vorteil.

## Nadelausleger

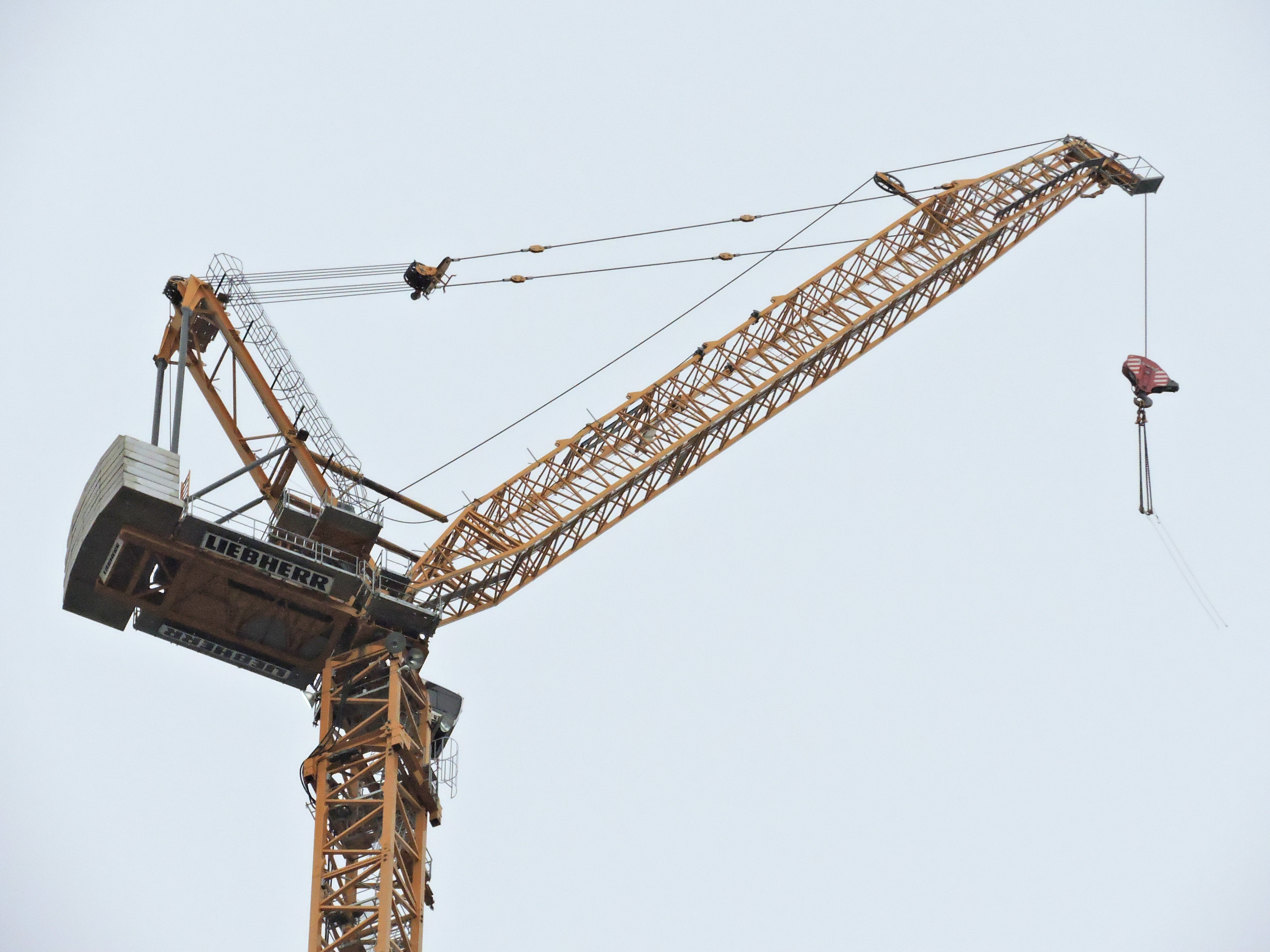
Turmdrehkran mit Nadelausleger (Liebherr-710 HC-L 32/64 Litronic)

Nadelausleger (auch: Verstellausleger) sind in der Seitenansicht typisch an beiden Enden wie eine Nadel verjüngt.
Bei Nadelauslegerkranen ist der Ausleger am Kranturm unterhalb der Turmspitze mit einem Scharniergelenk kippbar angelenkt und über das Auslegerhubseil, das über die Kranspitze läuft, in der Höhe und Reichweite veränderlich. Krane mit Nadelausleger haben meist keine Laufkatze und die Last wird in Richtung der Auslegerweite allein über Heben und Senken des Auslegers verfahren.
Die Nadelauslegerkonstruktion bietet bei beengten Platzverhältnissen Vorteile, da der Ausleger beim Heranfahren an Hindernisse wie benachbarte Gebäude hochgezogen werden kann, um eine Kollision zu vermeiden. Dies ist auch dort von Nutzen, wo der Gesetzgeber das Überfahren benachbarter Grundstücke mit dem Ausleger verbietet, wie in Großbritannien und in Japan. Durch Aufrichten des Auslegers können weit über die Höhe des Kranturms hinausgehende Hakenhöhen erreicht werden, wodurch gegebenenfalls Turmhöhe eingespart wird.
Das Verfahren der Last in Auslegerrichtung erfordert einen wesentlich stärkeren Antrieb als bei Katzauslegern, da Ausleger und Traglast angehoben werden müssen. Krane mit Nadelausleger kommen vor allem im asiatischen Raum, in Großbritannien, den USA und Australien sowie in Russland zum Einsatz.
Ein Nadelausleger kann deshalb zu beiden Enden hin verjüngt gebaut sein, da er durch den Hub nur axial auf Druck belastet wird. Gegen Einknicken unter dieser Belastung und Durchbiegen unter dem Eigengewicht wird der Ausleger zur Längenmitte hin zunehmend biegesteifer also dicker ausgeführt.

## Wipp- und Toplesskrane
Bei den Wipp- oder Toplesskranen (auch Flat-Top-Krane genannt) benötigt der Ausleger keine Abspannung über eine Turmspitze, da er biegesteif mit dem Gegenausleger verbunden ist. Beim Wippausleger kann der gesamte Ausleger ähnlich einem Nadelausleger angehoben werden. Toplesskrane entsprechen Katzauslegerkranen, benötigen jedoch keine Turmspitze, über die der Ausleger abgespannt wird. Dies erlaubt bei großen Baustellen das leichtere Überschwenken durch andere Krane. Toplesskrane können schnell montiert werden und setzen sich daher in der Bauindustrie zunehmend durch.

## Galerie

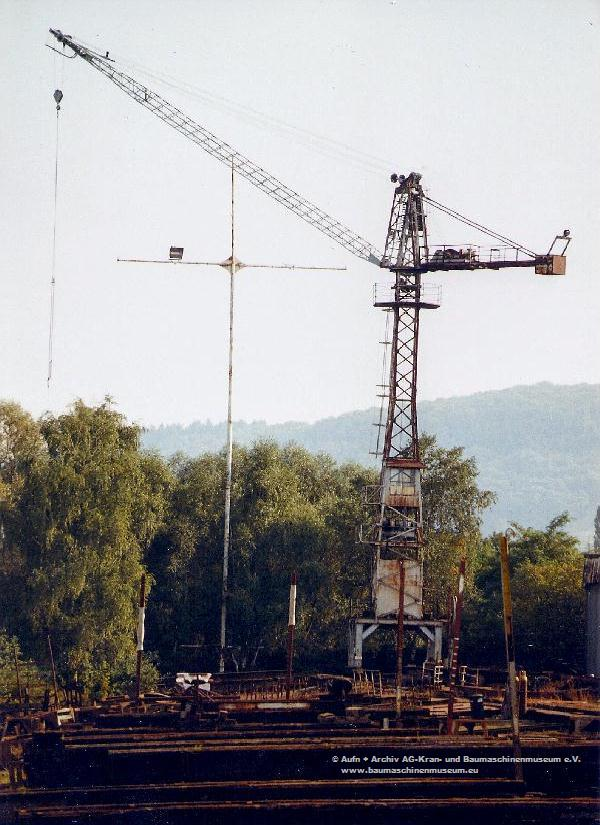
Wolff Ur-Baukran, Museumskran der AG-KBM
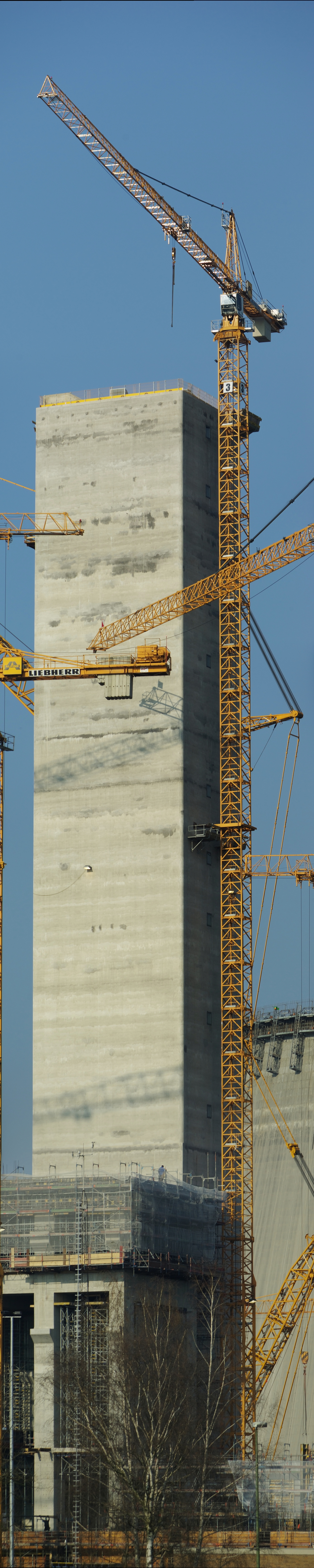
Obendrehender Turmdrehkran mit Katzausleger
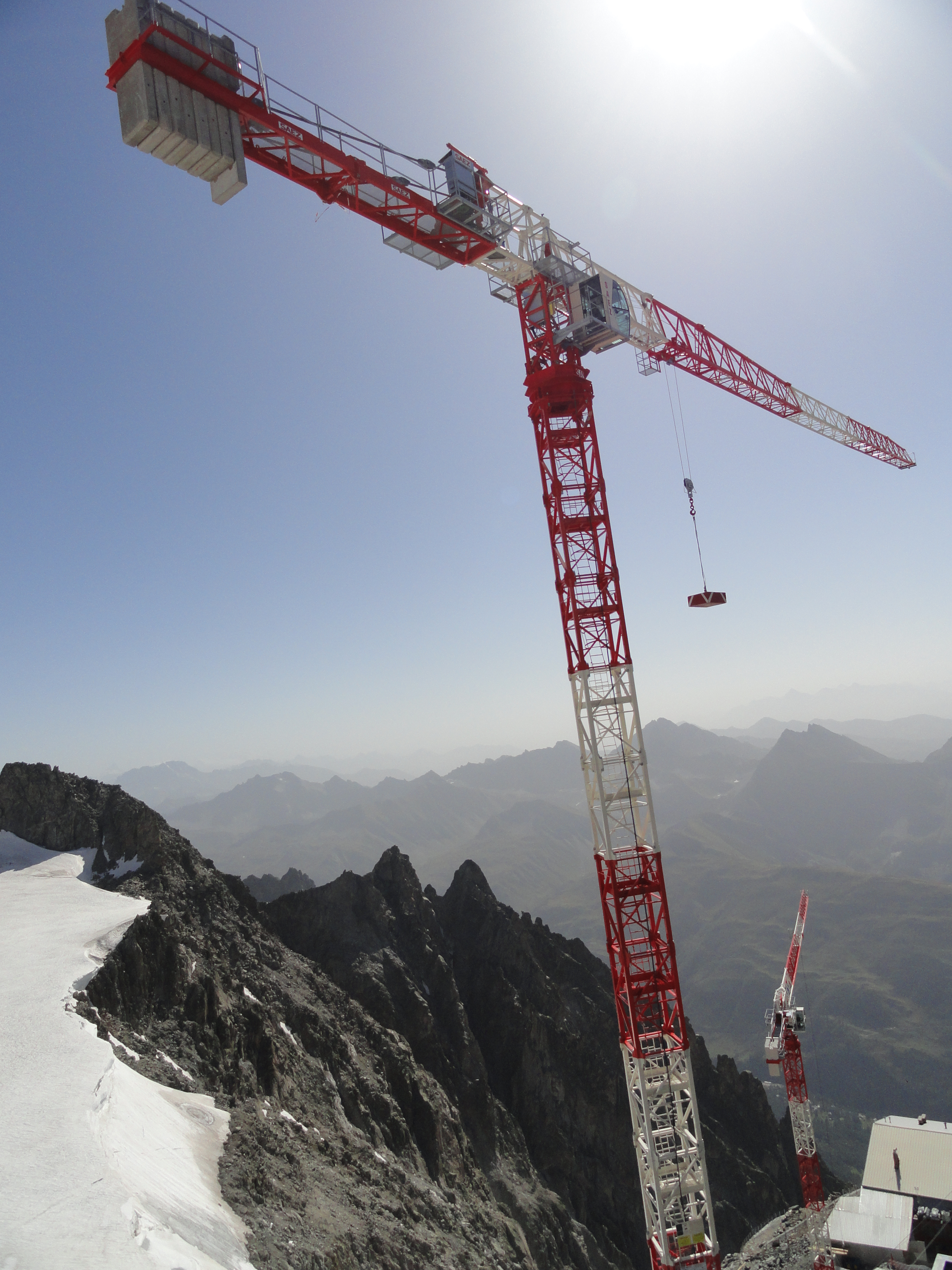
Obendrehender Toplesskran
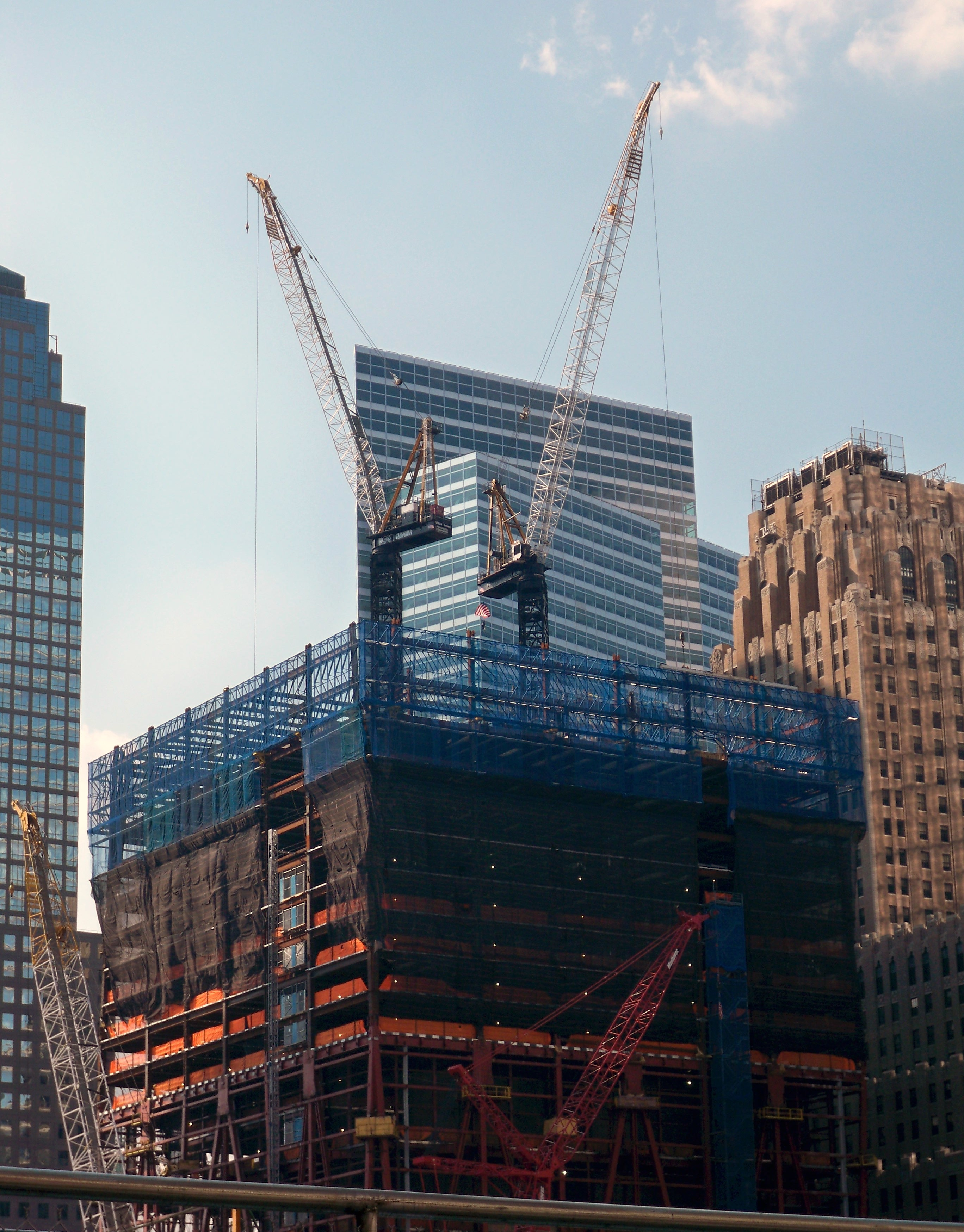
Einsatz zweier Kräne mit Nadelausleger beim Bau des One World Trade Center in New York (Aufnahme vom Juli 2010)
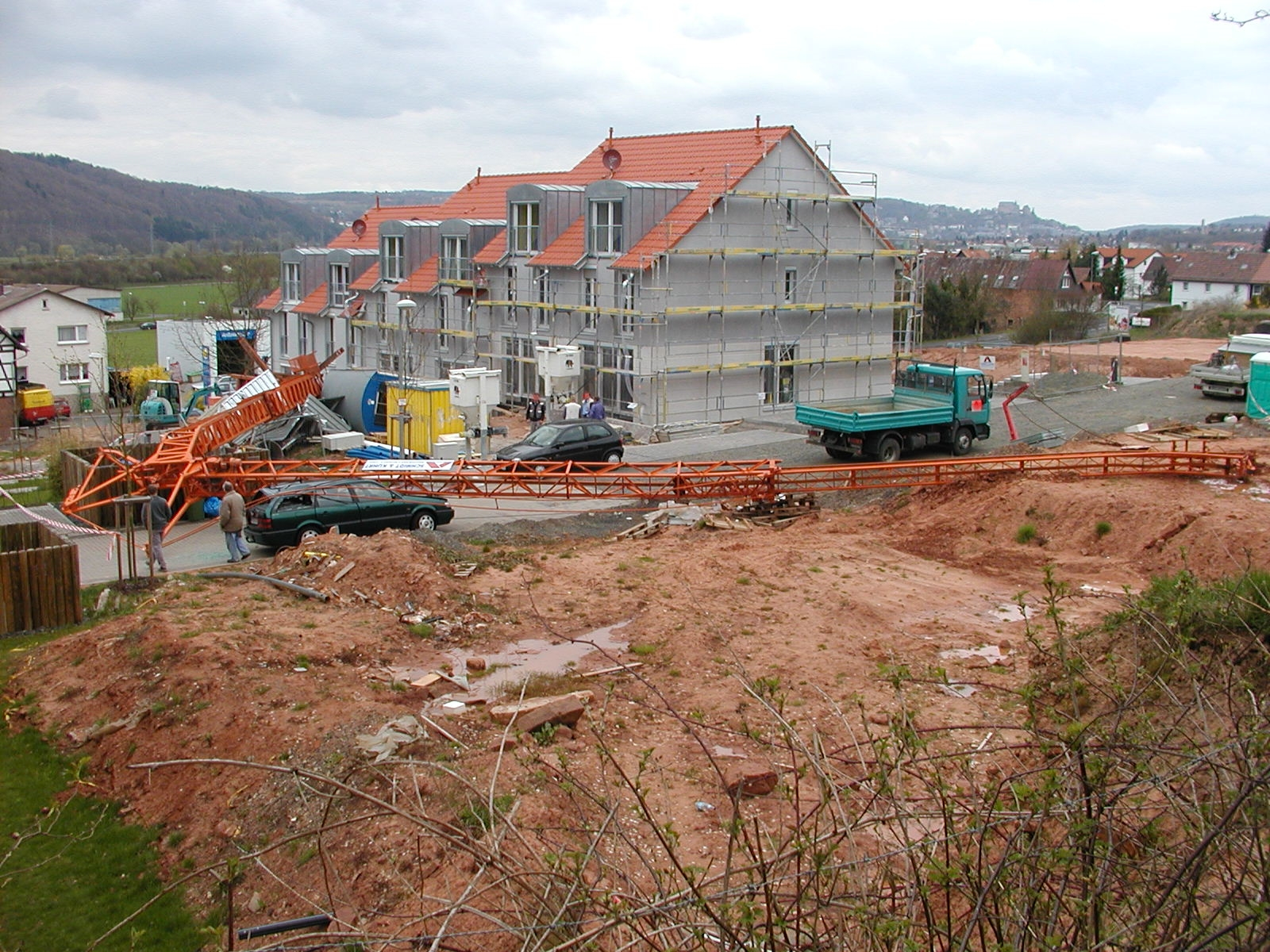
Umgefallener Kran
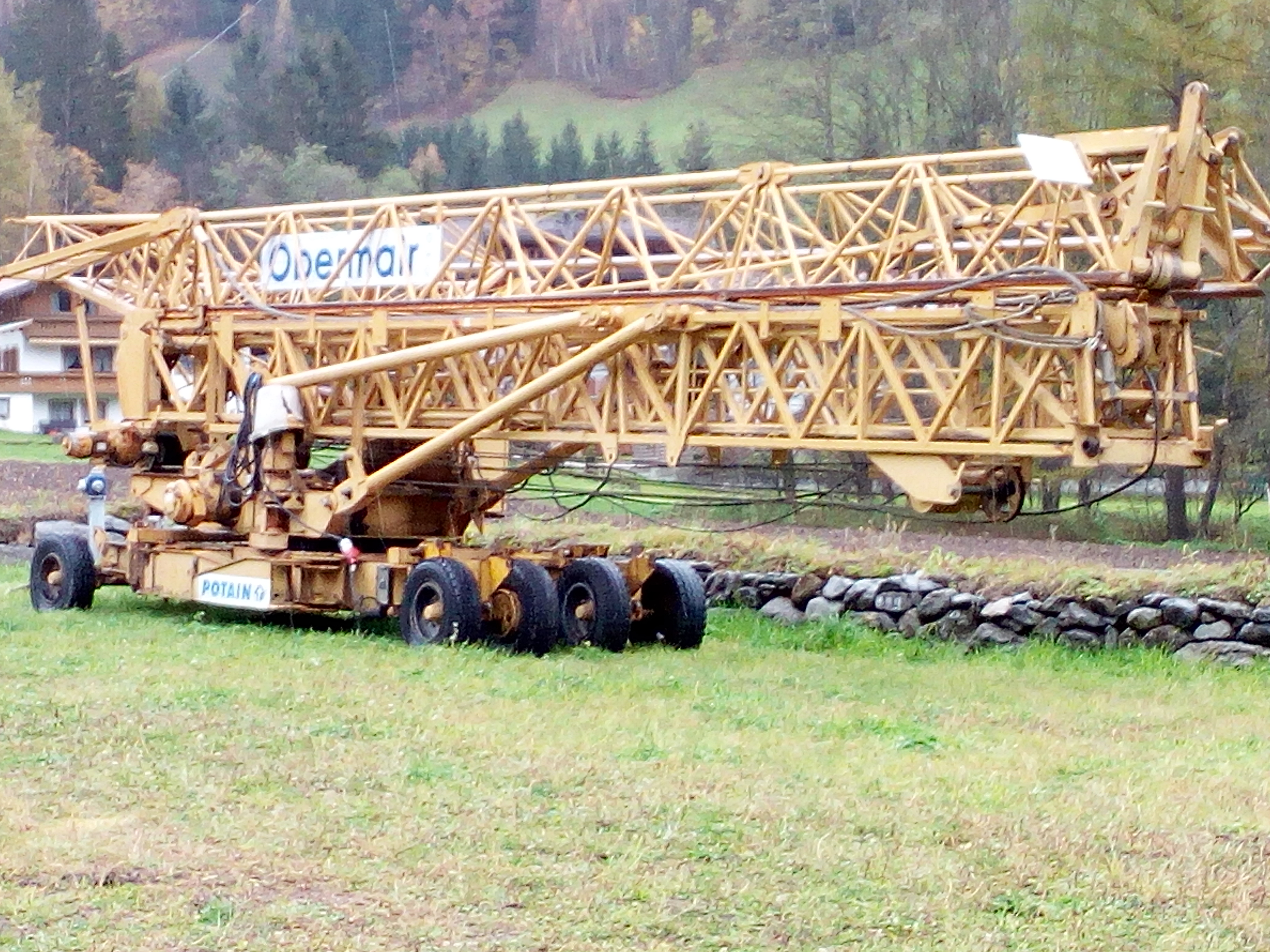
Ein fahrbarer Faltkran (Potain)
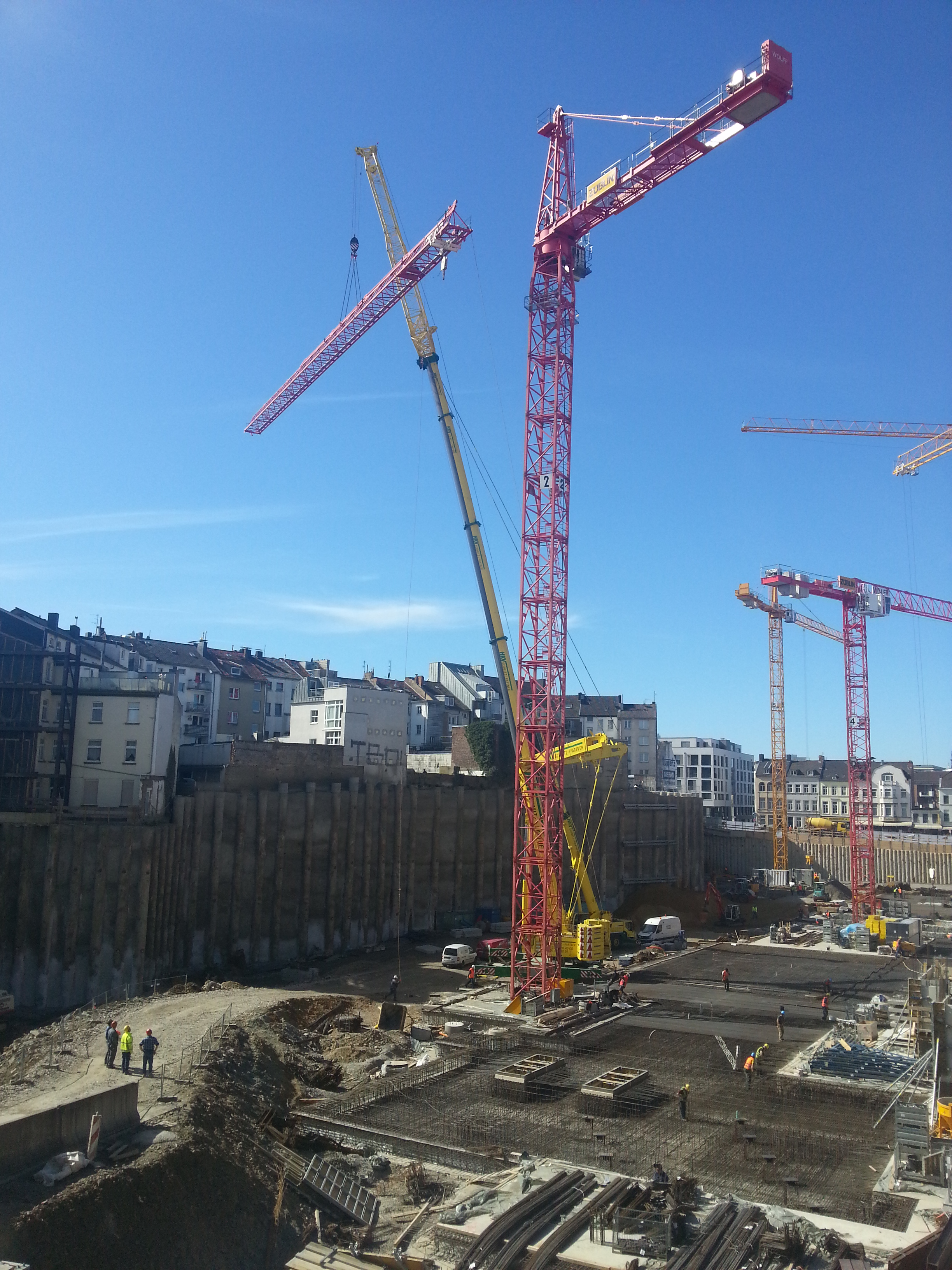
Montage eines Turmkrans
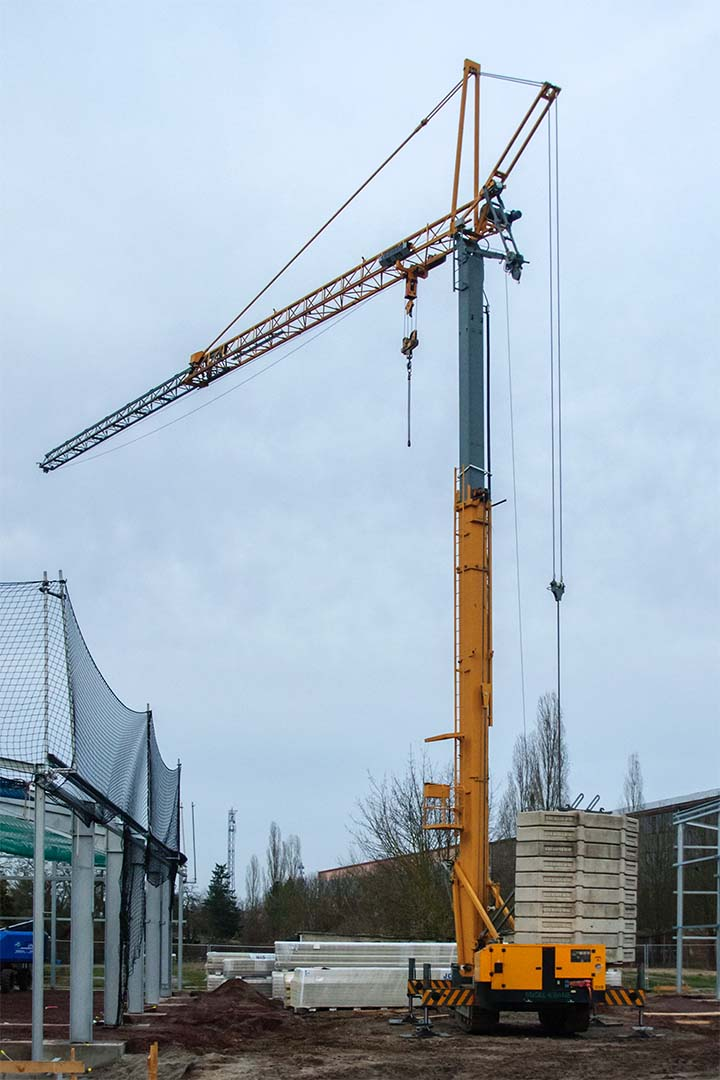
Funkferngesteuerter Raupenkran (Untendreher)
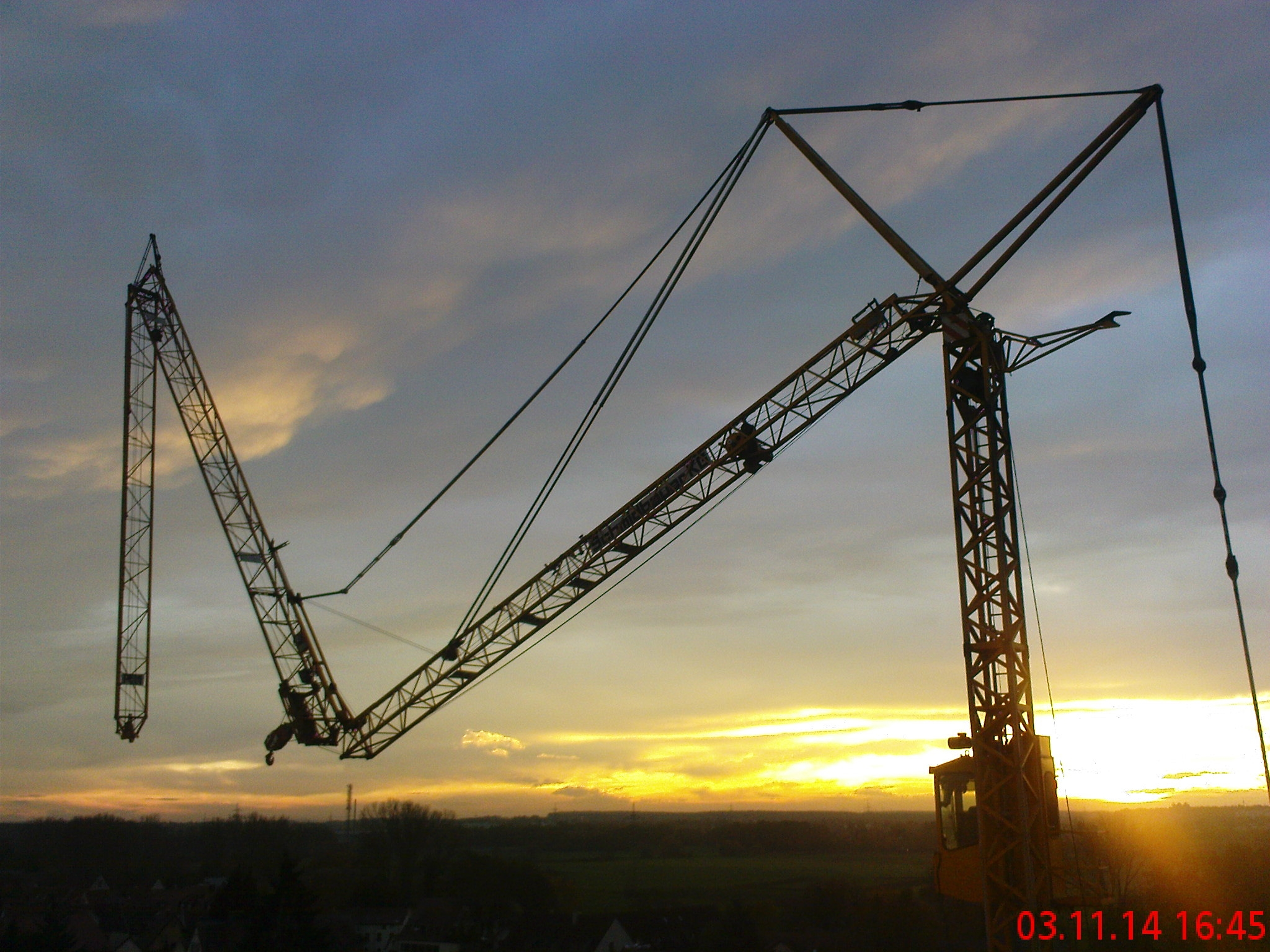
Selbstmontagekran faltet sich zusammen

## Rekorde
- Der weltgrößte Obendreher-Kran „W12000-450“ wurde von Zoomlion gebaut: Nennleistung von 12.000 Metertonnen und ein maximales Hubgewicht von 450 t.[2]